# Gibbaranea omoeda
Gibbaranea omoeda (Thorell, 1870) è un ragno appartenente alla famiglia Araneidae.

## Distribuzione
La specie è stata rinvenuta in diverse località della regione paleartica.

## Tassonomia
Non sono stati esaminati esemplari di questa specie dal 2005
Attualmente, a dicembre 2013, non sono note sottospecie